# Wasserturm Gräfenhainichen

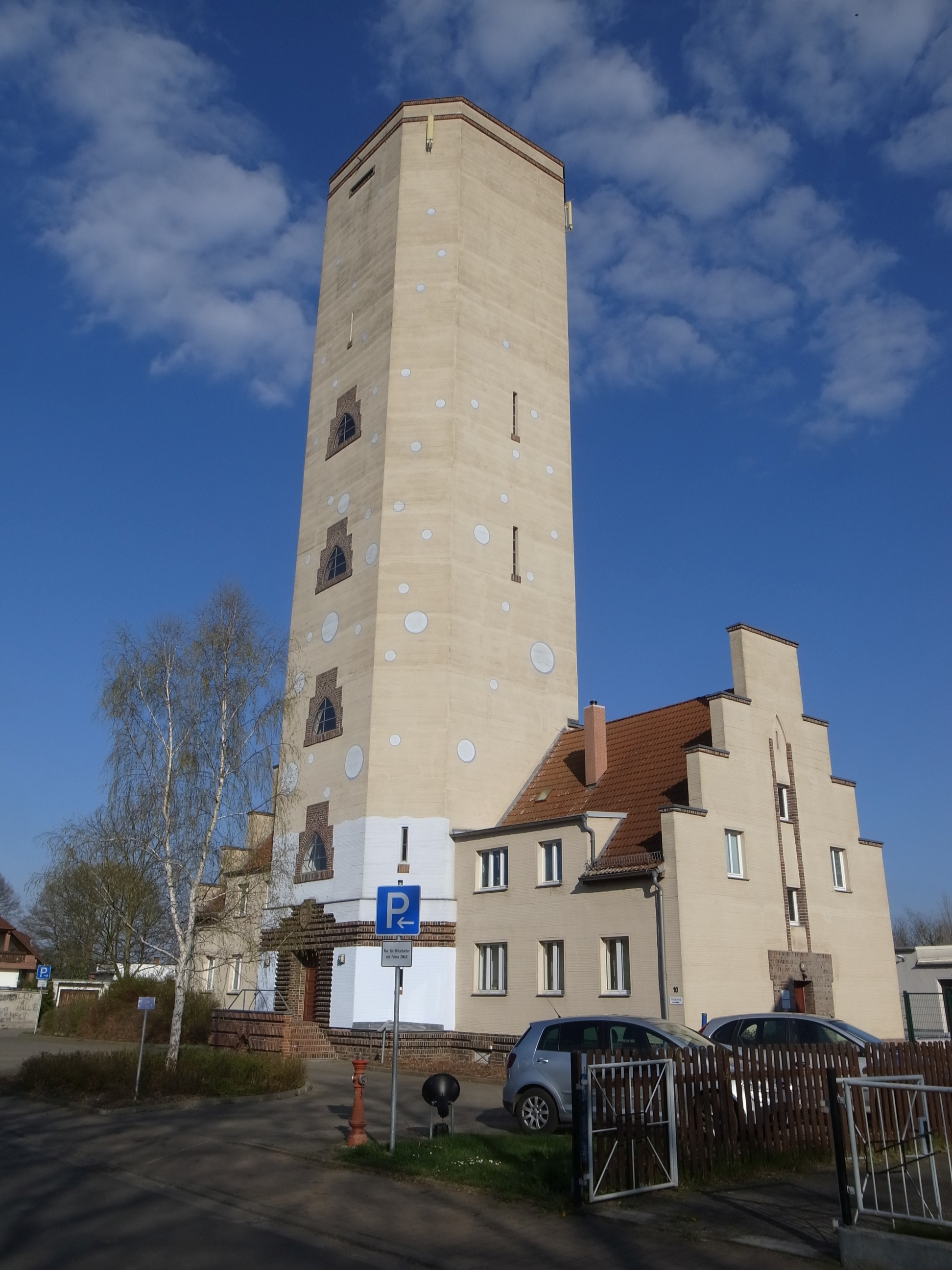
Wasserturm Gräfenhainichen

Der Wasserturm ist ein Hochbehälter in der Stadt Gräfenhainichen im Landkreis Wittenberg in Sachsen-Anhalt.

## Lage
Der Turm steht östlich der Altstadt an der Straße „Am Hain“. Nach dem Kirchturm ist er das höchste Gebäude Gräfenhainichens und prägt somit die Stadtsilhouette wesentlich mit.

## Geschichte
Die 1920er Jahre brachten Mitteldeutschland neue Formen von Wassertürmen. Während man in der Gründerzeit zumeist Türme baute, denen man den Wasserbehälter im oberen Bereich deutlich ansieht oder bei denen man ihn zumindest erahnen kann, schuf man nun Hochbehälter, die diesen von außen unsichtbar machten und auf die obere Ausbuchtung verzichteten. Zeitgleich mit dem Wasserturm Süd in Halle entstand auch in Gräfenhainichen ein solcher Turm. Hier entschied man sich aber für eine noch deutlich expressionistischere Variante. Der Bau des Turms begann im Jahr 1927, und damit einher ging der Bau von Wasserleitungen durch die Firma Mühlhaus & Schulze aus Weißenfels sowie der Kanalisation durch Dykerhoff & Widmann. Diese wurden so angelegt, dass sie bei Bedarf einfach erweitert werden können. Der heute 36,75 Meter hohe Turm, der zunächst viele Gegner hatte, wurde am 21. Februar 1928 eingeweiht. Mit der Ausführung des Entwurfs des Bitterfelder Ingenieurs Reuther wurde die Firma Wittkop beauftragt. Der Bau der Gesamtanlage kostete 1,2 Millionen RM.
Der Tiefbrunnen befand sich östlich des Wasserturms. Durch seinen Standort und die Höhe des Turmes erreichte er Versorgungsdruckhöhen von 20 bis 30 Metern. Das Fassungsvermögen des Hochbehälters, der hauptsächlich auf einem Stahlbetonskelett ruht, wird auf 250.000 Liter geschätzt. Die Gefache wurden hingegen mit Ziegelstein erbaut. Um das Jahr 1960 war der Turm nicht mehr in den Lage, den Bedarf zu decken. Zudem sorgten Druckstöße wiederholt für Rohrbrüche. Daher erbaute man einen Anschluss an die Fernwasserversorgung Elbaue-Ostharz (über Schköna und Buchholz). Damit konnte der Turm im Jahr 1962 außer Betrieb genommen werden. Im Jahr 1988 entstand ein Abrisskonzept, das die Sprengung des Turmes vorsah, wobei bereits genau berechnet wurde, welche Materialien daraus gewonnen werden können. Fünf Jahre später begann eine erste Sanierung, die aber nicht beendet werden konnte und erst im Jahr 2000 erfolgte die umfangreiche Sanierung, bei der u. a. eine Glaskuppel eingebaut und die Aussichtsplattform wiederhergestellt wurde.

## Baubeschreibung
Das Gesamtanlage nutzt Anleihen an die Kirch- und Burgenarchitektur. Der achteckige Turm erinnert entfernt an einige der Stauferburgen in Italien, etwa an die Ecktürme des Castel del Monte oder den „Torre di Federico II“ in Enna auf Sizilien, hat aber im Unterschied zu diesen je vier lange und vier kurze Seiten. Ähnlich wie in Halle (Saale), wo ein zehneckiger Turm entstand, wurde der Wasserturm in Gräfenhainichen mit weiteren Gebäuden umgeben, aus denen er herausragt, wodurch er zusätzlich überhöht wird. Für die Vertikalgliederung sorgen außerdem expressionistisch-spitzbogige Fensteröffnungen an zwei der vier Seiten sowie die über den Turm verteilten Schlitzfenster. Der Haupteingang besitzt eine doppelläufige Freitreppe, über dem Eingang selbst befindet sich das Stadtwappen sowie die Jahreszahl 1927.
Die Anbauten im Südwesten und Nordosten wurden mit Blendgiebeln stark betont, die als Stufengiebel gestaltet wurden und zudem an die Gotik erinnernde schmale und spitze Vertiefungen aufweisen, die an Lanzettfenster erinnern. Zudem finden sich an den Anbauten Backsteindetails (etwa die Eingänge oder der Gebäudesockel) und vier Zwerchhäuser. Die Anordnung von gleichförmigen Anbauten links und rechts des Turms findet sich auch in Bobbau wieder, ist aber auch bei Backsteinkirchen der Region anzutreffen. In Gräfenhainichen wurde der Eindruck eines Burgbaus allerdings noch durch einen Vorbau verstärkt, der nicht mehr vorhanden ist. Dieser historisierende Vorbau imitierte eine Toreinfahrt mit Wehrgang, indem er im Erdgeschoss einen spitzen Bogen besaß und im Geschoss darüber vier ebenfalls spitzbogige Fenster expressionistischer Prägung. Das Dach dieses Anbaus reichte bis auf die Höhe der Zwerchhäuser der seitlichen Anbauten, eine weitere Staffelung zum Turm hin erfolgte durch Pfeiler an dessen kurzen Ecken, so dass der Turm sich nach oben hin immer weiter zu verjüngen schien. Wegen dieses Anbaus besitzt diese Turmseite auch ein Fenster weniger als die andere. An seiner Stelle steht heute ein schlichterer, kastenförmiger Anbau an der Südostseite, der seinen Vorgänger noch dadurch anklingen lässt, dass er im Obergeschoss vier Fenster, im Erdgeschoss aber nur ein größeres, flankiert von zwei an den Rand gedrängten schmalen Fenstern.

## Nutzung
Die Becken des Klärwerks wurden zusätzlich für eine Fischzucht mit je 1000 Karpfen und Schleien genutzt. Ziel war es, mit den Erträgen daraus die Kanalgebühr zu senken. Aus dem gleichen Grund pflanzte man 200 Schattenmorellen auf den Wällen. Im Wasserturm bestand eine Eisbereitung, die gewerblichen Kunden zur Verfügung stand. Zudem wurde der Turm mit einer Aussichtsplattform erbaut, die auch aktuell noch genutzt werden kann und über 187 Holzstufen erreichbar ist. In den Anbauten besaßen Wasserwerker ihre Wohnungen. Ab dem Jahr 1975 entstanden auch Büroräume. So befand sich hier der Sitz des Abwasserbetriebes. Aufgrund zunehmender Baufälligkeit wurde jegliche Nutzung im Jahr 1988 beendet und erst mit dem Jahr 1990 kamen neue Ideen ins Spiel. So wurde vorgeschlagen, weitere Anbauten zu errichten und somit ein Hotel zu schaffen. Auch der Einbau eines Fahrstuhls wurde angeregt. Im Jahr 1999 beschloss der Trinkwasserzweckverband „Buchholzbehälter“, seinen Sitz dorthin zu verlegen. Am 1. Januar 2015 kam es zur Fusion mit den Abwasserzweckverbänden „Mühlgraben“ und „Schmerzbach“ zum „Zweckverband für Wasserversorgung und Abwasserbehandlung“ (ZWAG), dessen Hauptsitz der Wasserturm seitdem ist. Er dient zudem dem lokalen Funkamateurclub als Sitz. Der Wasserturm steht als Baudenkmal unter Denkmalschutz und ist im Denkmalverzeichnis mit der Nummer 094 40238 erfasst.